# Partidas simultâneas

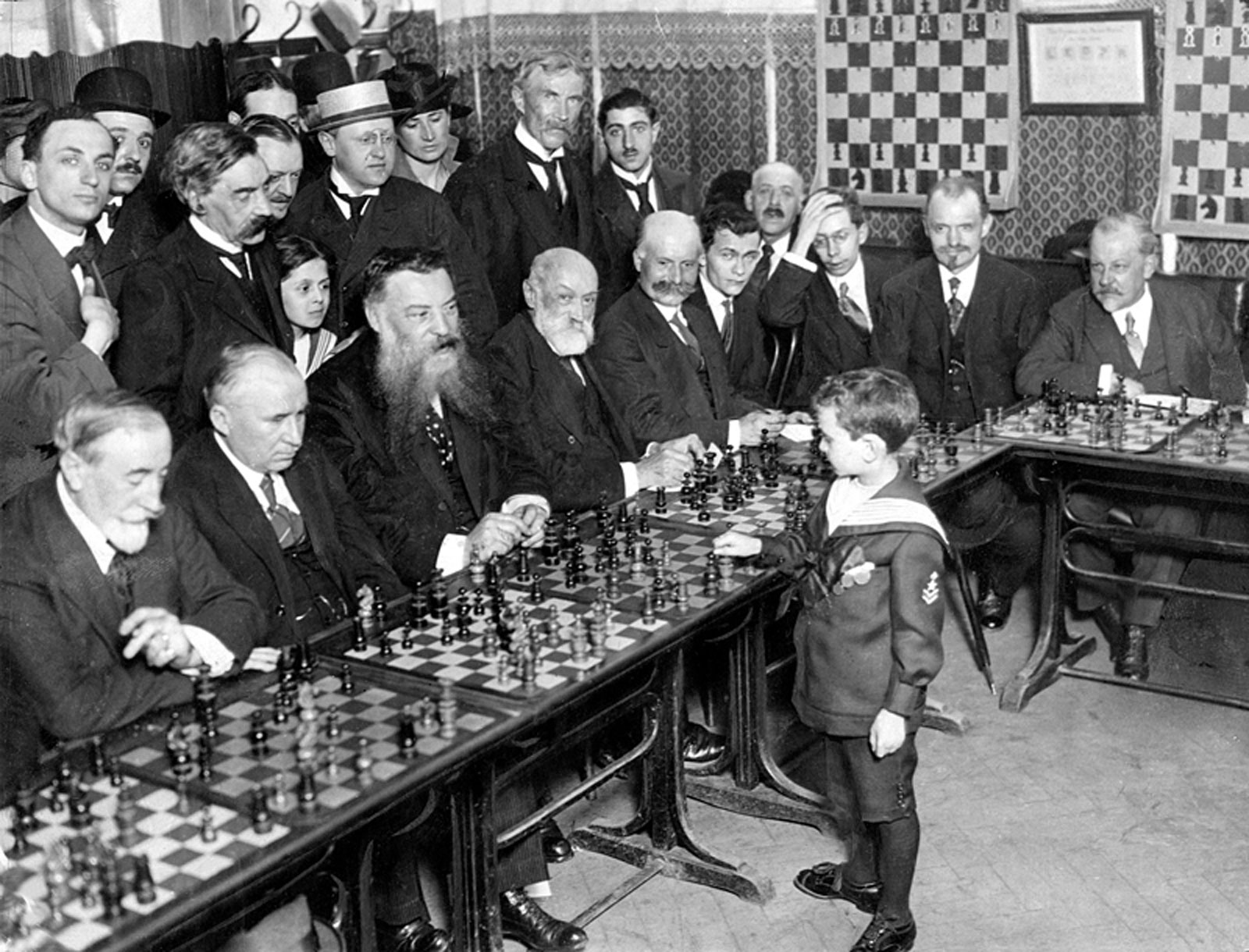
GM Samuel Reshevsky participando de uma simultânea aos oito anos de idade.

Uma Partida simultânea ou exibição simultânea é uma variação do xadrez onde um enxadrista-exibidor, normalmente um Grande Mestre, enfrenta ao mesmo tempo um número determinado de oponentes (enxadristas-participantes) em tabuleiros distintos. Numa exibição regular, normalmente não são utilizados relógios para xadrez e os tabuleiros são dispostos lado a lado formando um círculo ou quadrado onde o exibidor circula no meio entre os tabuleiros.
Cada participante deve realizar seu movimento quando o enxadrista-exibidor chega ao tabuleiro. O exibidor pode fazer uma breve pausa antes de jogar, entretanto evitará pausas longas pois tornará a exibição longa e cansativa. A medida que a exibição se estende a chance de cometer um erro crasso devido ao cansaço aumentará por parte do exibidor, principalmente porque os participantes remanescentes são teoricamente os mais fortes.
A medida que os jogos são finalizados normalmente não são repostos e apenas poucos jogos permanecem no final da exibição e neste ponto, em algumas ocasiões, os relógios para xadrez são incluídos. Normalmente neste tipo de exibição, o enxadrista-exibidor joga todos os jogos com as brancas e os participantes variam em força enxadrística embora sejam tipicamente de classe inferior a mestre.
Em partidas simultâneas onde são empregados relógios o enxadrista-participante pode realizar seu movimento prontamente, sem aguardar pelo enxadrista-exibidor, uma vez que não é possível parar o tempo e a análise do jogo. Nestas situações, o enxadrista-exibidor recebe uma vantagem de tempo considerável uma vez que o relógio começa a marcar seu tempo assim que o participante realiza seu movimento. 

## Ligações Externas
- Recorde Mundial de partidas simultâneas de Xadrez.
- Edward Winter,  Chess Note 5953, Exibições simultâneas entre campeões mundiais.